# Маунт-Лебанон (Пенсільванія)
Маунт-Лебанон (англ. Mt. Lebanon) — селище (англ. village) в США, в окрузі Аллегені штату Пенсільванія. Населення — 34 075 осіб (2020).

## Демографія
Згідно з переписом 2010 року, у селищі мешкало 33 137 осіб у 14 196 домогосподарствах у складі 8929 родин. Було 15040 помешкань
Расовий склад населення:
| - 93,6 % — білих - 3,7 % — азіатів - 1,1 % — чорних або афроамериканців |

До двох чи більше рас належало 1,3 %. Частка іспаномовних становила 1,8 % від усіх жителів.
За віковим діапазоном населення розподілялося таким чином: 23,5 % — особи молодші 18 років, 57,6 % — особи у віці 18—64 років, 18,9 % — особи у віці 65 років та старші. Медіана віку мешканця становила 43,8 року. На 100 осіб жіночої статі у селищі припадало 87,7 чоловіків;  на 100 жінок у віці від 18 років та старших — 83,3 чоловіків також старших 18 років.
Середній дохід на одне домашнє господарство  становив 116 332 долари США (медіана — 81 274), а середній дохід на одну сім'ю — 151 490 доларів (медіана — 110 957). Медіана доходів становила 82 589 доларів для чоловіків та 56 197 доларів для жінок. За межею бідності перебувало 6,4 % осіб, у тому числі 7,4 % дітей у віці до 18 років та 5,7 % осіб у віці 65 років та старших.
Цивільне працевлаштоване населення становило 15 986 осіб. Основні галузі зайнятості: освіта, охорона здоров'я та соціальна допомога — 26,3 %, науковці, спеціалісти, менеджери — 16,7 %, фінанси, страхування та нерухомість — 13,1 %, роздрібна торгівля — 9,6 %.